# Airbourne
Airbourne je australská hardrocková hudební skupina. Je inspirovaná kapelami Judas Priest, Thin Lizzy, Angel City, Rose Tattoo, AC/DC a Motörhead.

## Historie
Skupinu založili roku 2003 bratři Joel a Ryan. Později se ke kapele přidali i David Roads a Justin Street. O rok později vydali své první EP Ready To Rock. Na začátku roku 2005 se kapela přestěhovala do Melbourne, podepsala smlouvu s Capitol Records a získala podporu slavných kapel, jako Mötley Crüe, Motörhead nebo The Rolling Stones. Začali působit na velkých letních festivalech.
V roce 2006 začala kapela pracovat na svém prvním studiovém albu. Runnin' Wild vyšlo 23. června 2007, a obsahovalo hity jako "Runnin' Wild“ a "Too Much, Too Young, Too Fast“. Poté zrušili smlouvu s Capitol Records a podepsali novou s Roadrunner Records.
V roce 2009  Airbourne začali s pracemi na druhém studiovém albu s názvem No Guts. No Glory, které vyšlo 8. března 2010 a obsahovalo singly "No Way But the Hard Way", "Blonde, Bad and Beautiful" a "Bottom of the Well".
V roce 2011 skupina začala procovat na novém album s názvem Black Dog Barking. Album vyšlo 21. května 2013 obsahovalo hity "Live It Up", "No One Fit Me (Better Than You)" a "Back in the Game". 

## Členové
- Joel O'Keeffe – zpěv, kytara (2001-dosud)
- Jarrad Morrice – kytara, doprovodný zpěv (2022-dosud)
- Justin Street – baskytara, doprovodný zpěv (2004-dosud)
- Ryan O'Keeffe – bicí (2001-dosud)

### Bývalí členové
- Adam Jacobson – baskytara (2001-2004)
- David Roads – kytara, doprovodný zpěv (2001-2017)
- Matt Harrison – kytara, doprovodný zpěv (2017-2022)

## Diskografie

### Studiová alba
- Ready To Rock (EP) (2004)
- Runnin' Wild (2007)
- No Guts. No Glory. (2010)
- Black Dog Barking (2013)
- Breakin' Outta Hell (2016)
- Boneshaker (2019)
- připravované album (2023)

### Živá alba
- Live at the Playroom (2007)